# Jorge Céliz Kuong
Jorge Orlando Céliz Kuong (Moquegua, 5 de mayo de 1961) es un militar peruano, comandante general del Ejército del Perú entre 2018 y 2020.

## Biografía
Nació en Moquegua, siendo hermano de Oscar Céliz Kuong, quien peleó contra las guerrillas comunistas en 1989. Estudió en el colegio militar Gran Mariscal Ramón Castilla de Trujillo, y al finalizar sus estudios, ingresó a la Escuela Militar de Chorrillos en 1979, conformando la 87va Promoción "Héroes de la Breña" y graduándose en enero de 1983 como Alférez de Caballería y obteniendo la Espada de Honor por estar en el primer puesto durante sus 4 años de estudios. Siguió sus estudios superiores haciendo una Maestría en Ciencias Militares en la Escuela Superior de Guerra del Ejército, un curso de Programa de Alta Dirección y Gestión Pública en la Universidad del Pacífico, un Máster en Ciencias de Gestión en la Universidad de Troy, un Diplomado para Altos Ejecutivos en Gestión de Seguridad y Defensa en la Universidad de Defensa Nacional, y senior de Ejecutivos en Seguridad Nacional e Internacional en la Escuela Harvard Kennedy de la Universidad de Harvard, entre otros.
Su carrera militar comenzó siendo asignado Jefe de pelotón y escuadrón para los Regimiento de Caballería Blindado N.º 111 en Tumbes (1983-1985), el Regimiento de Caballería Blindado N.º 101 en Lima (1987-1988) y el Regimiento de Caballería Blindado N.º 9 en Puno (1990). Fue Jefe de Base Contraterrorista del Batallón Contrasubversivo N.º 26 en Tocache y del Centro de Instrucción Divisionario N.º 2 en Ayacucho. Fue nombrado general de división del arma de caballería del Ejército del Perú. El Gobierno le otorgó el cargo de comandante general de la I División de Ejército en Piura en 2017. Desempeñó como Jefe de Planes en el Servicio de Inteligencia del Ejército, Jefe de Operaciones del Regimiento Contrasubversivo N.º 113 en Bagua Grande, Comandante de Unidad del Regimiento de Caballería Blindado N.º 13 en Querecotillo, jefe de Estado Mayor del Puesto de Comando Avanzado en Alto Huallaga y de la 3.ª Brigada de Fuerzas Especiales en Tingo María, y comandante general de la Brigada Contraterrorista “La Convención” N.º 33.
En el extranjero fue ayudante del jefe de la Misión de Naciones Unidas en el Sahara Occidental-MINURSO, Instructor en el Western Hemisphere Institute for Security Cooperation del Departamento de Defensa de Estados Unidos y Agregado de Defensa y Militar a la Embajada del Perú en los Estados Unidos de América.
Después de haber sido director de la Escuela Militar de Chorrillos, y tras haber desempeñado como general de División del Arma de Caballería del Ejército del Perú y comandante general de la V División de Ejército en Iquitos y I División de Ejército en Piura, Céliz fue nombrado comandante general del Ejército del Perú.
Después de 2 años como comandante general del Ejército del Perú, Céliz Koung se retira de su carrera como oficial tras 40 años de servicio.
Está casado con Jéssica Rocha de Céliz y tiene 5 hijos.

## Títulos y condecoraciones
- Espada de Honor de la Promoción "Héroes de la Breña" (1983)
- Divisa de Honor del LIII Curso de Comando y Estado Mayor (1995)
- Condecoración Medalla "Académicas del Ejército" :

·          En el grado de “Mérito”, otorgada en el año 1986
·          En el grado de “Distinguido”, otorgada en el año 1988
·          En el grado de “Honor”, otorgada en el año 1991
- Condecoración Medalla "Francisco Bolognesi":

·          En el grado de “Caballero”, otorgada en el año 1996
·          En el grado de “Oficial”, otorgada en el año 2001
·          En el grado de “Cruz”, otorgada en el año 2017
·          En el grado de “Gran Cruz”, otorgada en el año 2019
- Condecoración Cruz Peruana al Mérito Militar:

·          En el grado de “Caballero”, otorgada en el año 1993
·          En el grado de “Oficial”, otorgada en el año 1998
·          En el grado de “Comendador”, otorgada en el año 2003
·          En el grado de “Gran Oficial”, otorgada en el año 2011
·          En el grado de “Gran Cruz”, otorgada en el año 2016.
- Medalla de la Organización de las Naciones Unidas (ONU) por haberse desempeñado eficientemente como Observador Militar en MINURSO (Marruecos y Sahara Occidental)
- Medalla por del Ejército de los EE. UU., por Servicios Meritorios en el grado de Comendador
- Medalla Militar "San Jorge" otorgado por el Ejército Nacional de Colombia
- Medalla de Orden al Mérito Militar en el grado de Gran Oficial otorgado por el Ejército de Brasil
- Condecoración "Legión al mérito", en el grado de Oficial, otorgada por el Gobierno de los Estados Unidos en el año 2018.
- "Cruz Peruana al Mérito Aeronáutico", en el grado de Gran Cruz, otorgada en el año 2019
- "Orden Militar Capitán Quiñones", en el grado de Gran Cruz, otorgada en el año 2019
- "Asociación de Oficiales Generales y Almirantes del Perú", "Medalla al Merito", en el grado de Gran Consejo, otorgada en el año 2019
- Condecoración del Comando Conjunto de las Fuerzas Armadas del Perú en el grado de Gran Cruz
- “Orden Cruz Peruana Mérito Naval”, en el grado de “Gran Cruz”, otorgada en el año 2019
- “Orden Gran Almirante Grau”, en el grado de “Gran Cruz”, otorgada en el año 2019
- “Orden al Mérito de la Policía Nacional del Perú”, en el grado de “Gran Cruz”, otorgada en el año 2019
- “Orden Militar de Ayacucho”, en el grado de “Gran Cruz”, otorgada en el año 2020